# Diagoras Gymnastikos Syllogos 2009-2010

## Rosa
| N. |                     | Ruolo | Calciatore            |
| -- | ------------------- | ----- | --------------------- |
| 1  | Grecia (bandiera)   | P     | Michalis Vellidis     |
| 4  | Grecia (bandiera)   | D     | Pavlos Dimou          |
| 5  | Grecia (bandiera)   | D     | Charalambos Brilakis  |
| 6  | Grecia (bandiera)   | D     | Giorgos Salamastrakis |
| 7  | Grecia (bandiera)   | D     | Kostas Konstantinidis |
| 8  | Grecia (bandiera)   | D     | Panagiotis Spartalis  |
| 10 | Bulgaria (bandiera) | C     | Ivan Rusev            |
| 11 | Serbia (bandiera)   | C     | Stanimir Milošković   |
| 12 | Grecia (bandiera)   | A     | Michalis Fragos       |
| 14 | Grecia (bandiera)   | D     | Giannis Christou      |
| 17 | Grecia (bandiera)   | A     | Tasos Triantafyllou   |

| N. |                      | Ruolo | Calciatore            |
| -- | -------------------- | ----- | --------------------- |
| 18 | Grecia (bandiera)    | D     | Panagiotis Bakomitros |
| 19 | Brasile (bandiera)   | A     | Wellington            |
| 20 | Grecia (bandiera)    | C     | Angelos Chimonettos   |
| 22 | Grecia (bandiera)    | D     | Giorgos Katerinis     |
| 23 | Grecia (bandiera)    | C     | Vasilios Mentos       |
| 27 | Grecia (bandiera)    | C     | Georgios Korakakis    |
| 28 | Grecia (bandiera)    | P     | Christos Michalis     |
| 30 | Polonia (bandiera)   | A     | Bartosz Tarachulski   |
| 31 | Grecia (bandiera)    | C     | Dimitris Tsiatsios    |
| 55 | Grecia (bandiera)    | D     | Georgios Poulopoulos  |
| -- | Venezuela (bandiera) | MD    | Rafael Acosta         |